# 人在江湖 (香港電視劇)
《人在江湖》（英語：Blowing in the Wind）是香港麗的電視的民國、懷舊、時裝家族恩仇商戰電視連續劇，於1980年5月12日至8月29日期間首播，共80集。故事以東方報業集團創辦人馬惜珍、馬惜如兩兄弟的發跡為故事骨幹。

## 劇情摘要
1945年，中國抗日戰爭勝利後的廣東省某鄉鎮中，有石家寶、石家威兄弟，依其母生活，家並有表妹李潔瑩同住。石父退伍歸來，因與惡勢力作對被擊斃。家威家寶悲憤之餘，夜間潛入惡霸家中放火，然後偕母及表妹逃離家鄉。轉眼十年，石氏兄弟得舅父李岡之助，在香港開設大牌檔謀生；其間認識不少江湖人物，如警察麥坤、過氣警官Robert譚、黑社會人物雷偉等。大牌檔生意蒸蒸日上，家威對權力的慾望日增，且認識了常來光顧的女學生許佩芝，大力展開追求；可惜這位富家女，因美貌顯得傲慢不已，令家威無所適從。後家威終娶了表妹潔瑩為妻。
由於當時毒品蔓延、毒販獲利甚豐，家威有意染指；家寶雖甚憂慮，但後來想到「打死不離親兄弟」，逐合作販毒，成為巨富。而家威創立電影公司、中學及參與慈善團體，表面上打扮成一個殷商。
佩芝自離家威後，嫁給一位富商，但婚姻破裂，萬念俱灰。佩芝巧遇家威，屢勸他收手；但家威已泥足深陷，身不由己。其時廉政公署成立，力行肅貪倡廉，當局且大舉掃毒。家寶知不可留，乃勸弟遠走他方；惟家威作垂死掙扎，結果天網恢恢......

## 演員表
- 陳觀泰 飾 石家威
- 江漢 飾 石家寶
- 馬敏兒 飾 許佩芝
- 李影 飾 李潔瑩
- 林國雄 飾 李亞力
- 曹達華 飾 李剛
- 柳影虹 飾 陳紅媚
- 劉江 飾 宋波
- 吳回 飾 波爺
- 秦沛 飾 麥坤
- 邵音音 飾 麥坤妻子
- 鄭雷 飾 雷偉（金毛）
- 張美璉 飾 馮依華（阿爽）
- 冯峰 飾 馮天安
- 韓義生 飾 倪昌（老虎仔）
- 喬宏 飾 石勝（客串）
- 黎萱 飾 李秀英（石母）
- 伍永森 飾 區鵬（神鵰）
- 董驃 飾 古澤文／張滿
- 黃植森 飾 譚文光
- 梁舜燕 飾 李力契娘
- 良鳴 飾 媚父
- 平凡 飾 蘇勇
- 劉克宣 飾 鄉間惡霸彪哥 （客串）
- 蕭山仁 飾 彪哥手下
- 伍國任 飾 新聞主播（於第1集客串）
- 朱德惠 飾 貓仔
- 吳仕德 飾 亞細
- 孟浪 飾 爛命倫
- 楊少甜 飾 飛仔強
- 文千歲 飾 李炳
- 湯錦堂 飾 亞廣
- 譚一清 飾 亞誠
- 凌文海 飾 盧全
- 陳中堅 飾 王駿（製衣廠董事長）
- 李亨 飾  許佩芝父
- 鄭文霞 飾  許佩芝母
- 陳植槐 飾 郭榮
- 司馬華龍 飾 蕭老闆
- 亦嘉 飾 杜愛儀
- 顏國樑 飾 黃達輝（許佩芝之夫）
- 張沛忠 飾 石建新（青年）
- 李鵬飛 飾 照哥
- 林偉祺 飾 盧議員
- 林錦華 飾 石志良
- 鄭恕峰 飾 宋山（宋波堂弟）
- 麥飛鴻 飾 戴偉章（大笨象）

## 歌曲
- 主題曲《人在江湖》由黎小田作曲，盧國沾填詞，關正傑主唱。
- 插曲《人在旅途洒淚時》由黎小田作曲，盧國沾填詞，關正傑、雷安娜合唱（第46-55集片頭版本；之後56-80集片頭是關正傑、余安安合唱版本），更是第三届十大中文金曲之一。
- 片尾曲《誰會為我等》由黎小田作曲，盧國沾填詞，關正傑主唱。

## 外部連結
- 老餅論壇 （页面存档备份，存于）